# Mosel (wijnstreek)

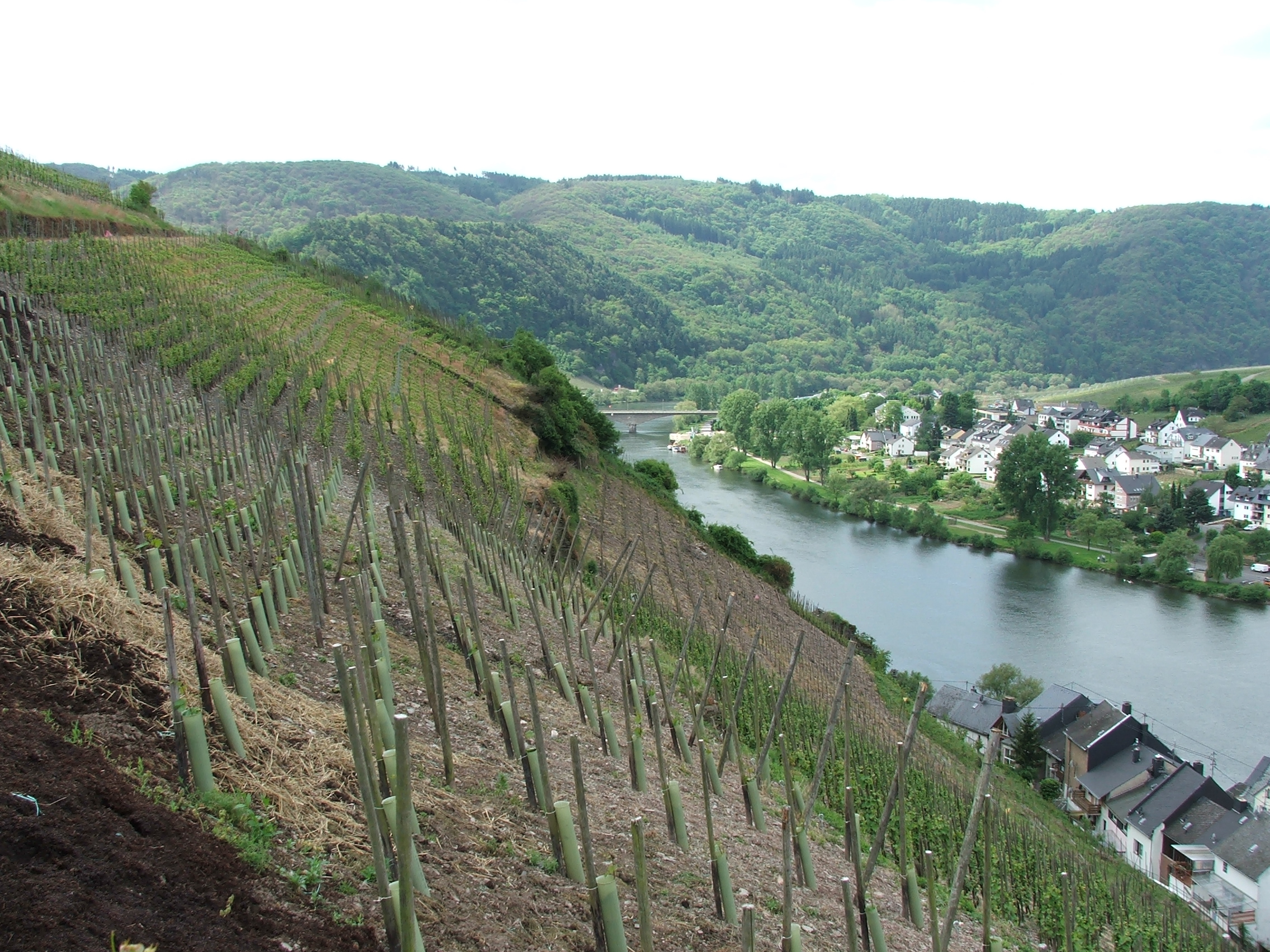
Wijngaard langs de Moezel

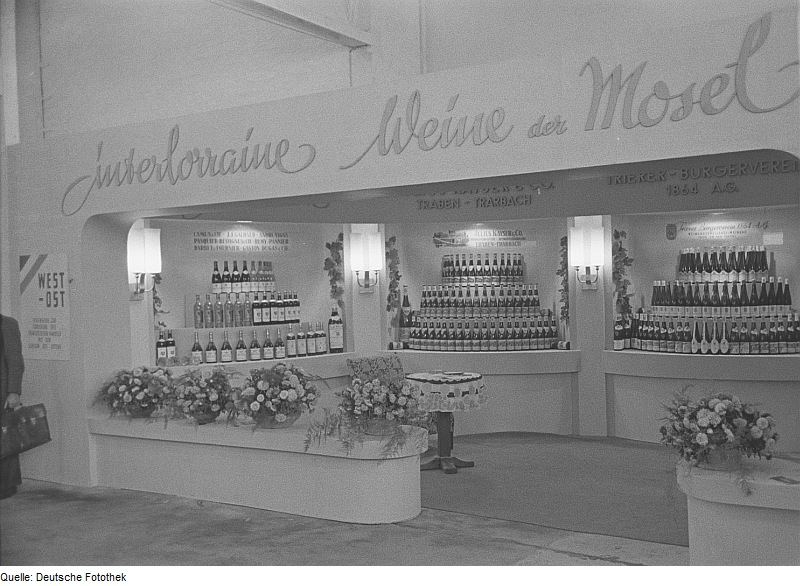
Beursstand met Moezelwijn op de Leipziger Herbstmesse in 1951

Mosel (Nederlands: Moezel) is een Duitse wijnstreek rond de rivieren de Moezel, de Saar en de Ruwer tussen de Hunsrück en de Eifel in het Rijnleisteengebergte. De Moezelwijnstreek strekt zich in Duitsland uit tussen Koblenz en Perl in de deelstaten Rijnland-Palts en Saarland.
De streek is bekend om zijn voornamelijk witte wijnen van de Riesling, Elbling en Müller-Thurgau druiven. De meeste wijnen zijn halfzoet of zoet, maar de laatste jaren neem het aantal droge wijnen toe en bedraagt thans zo'n 41%. Ongeveer de helft van de percelen liggen op steile hellingen met een stijging van meer dan 30% en in terrassen. De Moselweinstraße loopt door het gebied.

## Geschiedenis
De wijnbouwgeschiedenis van de Moezel gaat terug tot begin 4e eeuw, en onder impuls van Karel de Grote werd omstreeks 800 een selectie van de beste druiven en de beste liggingen, gecombineerd met een strenge wetgeving voor wijnbouwers en handelaren, doorslaggevend voor het ontstaan van een kwaliteitsgebied.
Het hoogtepunt van de wijnbouw aan de Moezel was omstreeks 1600, toen het verbruik per inwoner op ongeveer 120 liter per persoon lag, en de moezelwijn in heel Europa erg gewaardeerd was. Ruim 300.000 hectare besloeg het wijnbouwareaal van de Moezel. Anno 2009 is dat ongeveer 9.000 hectare.
In de 17e eeuw echter waren de crisis en tal van oorlogen het begin van een eerste verval van de moezelwijn. Daarnaast liet ook het klimaat in die periode te wensen over. Eind 17e eeuw echter kende de moezel een heropbloei, mede door de intrede van de Rieslingdruif, die op de hellingen van de Moezel van hoge kwaliteit is.
In de tweede helft van de negentiende eeuw sloeg het noodlot opnieuw toe in heel Europa. Twee derde van de wijnstokken werd aangetast door druifluis. Daarna volgden nog twee wereldoorlogen. Zo kwam het dat men omstreeks 1950 werkelijk van een nieuwe start kon spreken. De opbrengst per hectare werd duurzaam verhoogd (van 50 hl, tot boven de 100 hl per hectare) door het systematisch bestrijden van plagen, verbeterde productiemethodes en productieve druivenrassen.
Het verbruik per persoon in die periode lag desondanks maar op 25 liter, zodat men meer begon te exporteren. Dit leidde tot het dumpen van goedkopere massaproducten op de markt wat het imago van Duitse wijn indertijd niet ten goede kwam. Vanaf circa 1990 werd afscheid genomen van het goedkope imago door maatregelen als minder opbrengst per hectare, het uitsluitend oogsten van volrijpe druiven, handmatig oogsten van hoogwaardigere druiven en hygiënisch werken in de kelder. De wijnbouwersvereniging Bernkasteler Ring draagt bij aan het produceren van een constante kwaliteit. Ook in het gunstig gelegen wijngebied de "Mittelmosel" is een goede Riesling niet vanzelfsprekend. Een wijnmaker zal zich hier voor moeten inspannen. Men kent ook hier de verschillende wijnclassificaties.

## Regio's
De wijnstreek "Mosel" heette tot en met 2006 "Mosel-Saar-Ruwer". Het wijngebied is onderverdeeld in vijf districten (Bereiche) met 19 grote wijngaardcomplexen (Großlagen) die op hun beurt weer bestaan uit één of meerdere wijngaarden (Einzellagen) die op hun beurt in meerdere gemeenten kunnen liggen en eigendom kunnen zijn van verschillende wijnboeren.
De regio's zijn vanaf Koblenz gezien en de rivier volgend:
- Bereich Burg Cochem (Untermosel) met de Großlagen:
  - Weinhex
  - Goldbäumchen
  - Rosenhang
  - Grafschaft
  - Schwarze Katz (Zell)

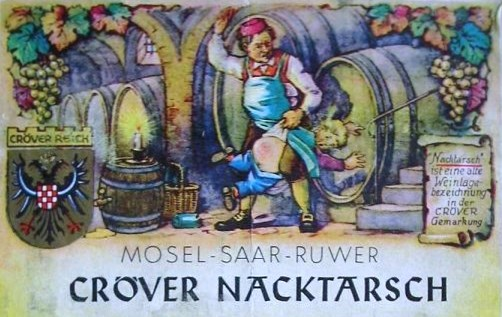
Het woord nectar werd verbasterd tot Nacktarsch (blote billen). Op het etiket van de Cröver Nacktarsch is dat geïllustreerd met de wijnmaker die een ondeugende jongen bestraft.

- Bereich Bernkastel (Mittelmosel) met de Großlagen: Over het algemeen geniet dit stuk van de Moezel grotere bekendheid vanwege het groot aantal wijngaarden en producenten.
  - Vom heißen Stein
  - Schwarzlay
  - Nacktarsch (Kröv)
  - Münzlay
  - Badstube (Bernkastel-Kues) met als bekende Einzellage de "Bernkastel Doctor"
  - Kurfürstlay
  - Michelsberg
  - St. Michael
  - Probstberg
  - Römerlay (Trier)

- Bereich Ruwer

- Bereich Saar met de Großlage:
  - Scharzberg

- Bereich Obermosel met de Großlagen:
  - Königsberg
  - Gipfel

## Druivenrassen
De belangrijkste druivenrassen in de wijnstreek Mosel (2011):
Witte druiven,
- Riesling (60,2%)
- Müller-Thurgau (13,2%)
- Elbling (6,1%)
- Kerner
- Weissburgunder
- Bacchus

Blauwe druiven,
- Spätburgunder (4%)
- Dornfelder
- Regent

## Terroir
Bodem:
- Mittelmosel, Saar en Ruwer: diverse typen leisteen (Blauschiefer, Grauschiefer, Rotschiefer)
- in het zuiden van Zell: ook zandsteen/grauwacke
- Obermosel: muschelkalk en keuper

Klimaat:
- Gemiddelde temperatuur april t/m september 15,8 °C
- 1433 zonuren
- 706 mm neerslag

## Productie
Deze bedroeg 738.813 hl in 2021 waarvan:
- 675.101 hl witte wijn
- 27.702 hl rode wijn
- 36.010 hl overig (Rosé, Weißherbst, Weißherbst Blanc de Noir, Blanc de Noir en Rotling)